# Pont Monnow
Le pont Monnow (Pont Trefynwy en gallois) à Monmouth, au Pays de Galles, est le dernier pont fortifié médiéval en Grande-Bretagne dont la tour-porte est encore debout. Il traverse la rivière Monnow (Afon Mynwy en gallois) environ 500 m en amont de sa confluence avec la rivière Wye. 
C'est un pont en arc avec trois arches plein cintre, en maçonnerie de grès rouge.
Construit à la fin du XIIIe siècle, il fut dit-on terminé en 1272, bien qu'aucun document ne corrobore cette date .
Il fut construit en remplacement d'une structure en bois plus ancienne : des travaux de 1988 sur le pont ont révélé les restes d'un pont en bois sous le pont actuel, et une analyse dendrochronologique a permis de dater les arbres utilisés entre 1123 et 1169. 
Désormais réservé aux piétons, c'est un monument classé, et est listé comme bâtiment de « Grade I » réservé aux édifices d'intérêt exceptionnel.